# André Naud
 (décembre 2017).
Si vous disposez d'ouvrages ou d'articles de référence ou si vous connaissez des sites web de qualité traitant du thème abordé ici, merci de compléter l'article en donnant les références utiles à sa vérifiabilité et en les liant à la section « Notes et références ».
André Naud (5 juillet 1925 - 28 juin 2002) est un théologien, un philosophe et un professeur canadien. Il était reconnu comme un théologien critique envers certaines positions théologiques prise par le Magistère au sein de l'Église catholique romaine.

## Biographie
Né à Montréal, il étudia au séminaire de Sainte-Thérèse et au grand séminaire de Montréal. Il fut ordonné au sacerdoce en 1950 et fut reçu comme sulpicien en 1952. Il compléta son doctorat à l'Angelicum de Rome et enseigna à la faculté de théologie au séminaire de Fukuoka.
Il a acquis une notoriété sous l'épiscopat de Paul-Émile Léger dans les années 1960. Il réclamait la liberté de conscience dans tous les aspects de la vie religieuse et privée. Il a aussi proposé un retour aux orientations pastorales du concile Vatican II. Professeur à l'Université de Montréal, il était inspiré, entre autres, par la pensée de Simone Weil. 
Le journaliste Louis Cornellier lui a rendu un hommage à la suite de sa mort. Le Forum-André Naud a été fondé par des chrétiens inspirés de ses œuvres.

## Ouvrages publiés
- Le magistère incertain, 1987
- Un aggiornamento et son éclipse : la liberté de pensée dans la foi et dans l'Église, 1996
- Pour une éthique de la parole épiscopale, 2002
- Les dogmes et le respect de l'intelligence, 2002
- L'Évangile et l'argent, 2003